# Hawthorne Heights
Hawthorne Heights sono un gruppo musicale statunitense formatosi a Dayton (Ohio) nel giugno del 2001. Erano conosciuti anche come "A Day in the Life".

## Storia
Il primo album della band fu Nine Reason to Say Goodbye, pubblicato nel 2001, quando il gruppo si faceva chiamare ancora A Day in the Life.
Dopo pochi anni però il batterista Eron Bucciarelli decise di cambiare nome alla band, prendendo spunto dal nome dell'autore Nathaniel Hawthorne. L'album The Silence in Black and White, commercializzato nel 2004, all'inizio non fu un successo, ma iniziò ad avere popolarità quando cominciò ad essere trasmesso su MTV il video della canzone Ohio Is for Lovers. 
Nel dicembre del 2007 il chitarrista Casey Calvert viene a mancare, a causa di un mix letale di oppiacei. Nell'ottobre del 2008 è uscito Fragile Future, che non gode più degli scream di Calvert. I singoli estratti sono stati Rescue Me, Somewhere in Between". La canzone Five Becomes Four è dedicata all'amico scomparso.
Nel 2010 è uscito l'album Skeletons.

## Formazione

### Formazione attuale
- J.T. Woodruff – voce, chitarra
- Micah Carli – chitarra
- Matt Ridenour – basso
- Eron Bucciarelli – batteria

### Ex componenti
- Casey Calvert – chitarra, voce (fino al 2007)

## Discografia

### Album in studio
- 2004 – The Silence in Black and White
- 2006 – If Only You Were Lonely
- 2008 – Fragile Future
- 2010 – Skeletons
- 2013 – Zero
- 2014 – The Silence in Black and White Acoustic
- 2018 – Bad Frequencies
- 2021 – The Rain Just Follows Me
- 2023 – If Only You Were Lonely XV

### Raccolte
- 2010 – Midwesterns: The Hits

### EP
- 2008 – Rhapsody Originals
- 2011 – Hate
- 2011 – Stripped Down to the Bone
- 2012 – Hope
- 2015 – Hurt
- 2015 – Ohio Is for Covers
- 2023 – Lost Lights

### Colonne sonore
- 2005 – Elektra: The Album
- 2006 – Underworld: Evolution - Original Motion Picture Soundtrack

### Apparizioni in compilation
- 2005 – Warped Tour 2005 Tour Compilation, con Ohio Is for Lovers